# Antonio Navarro Velasco
Antonio Navarro Velasco (Madrid, 1 de septiembre de 1936) es un ingeniero agrónomo y político conservador español.

## Biografía
Licenciado en ingeniería agrónoma, fue funcionario del Ministerio de Agricultura, miembro del Consejo Agrario y director de exportaciones de la empresa pública, Mercados en Origen de Productos Agrarios, S. A.. (MERCORSA). Miembro de Alianza Popular, fue elegido diputado al Congreso por la circunscripción de Málaga en las elecciones generales de 1982 en la candidatura de Coalición Democrática. Durante el primer año como diputado fue  vicepresidente segundo de la Comisión de Agricultura, Ganadería y Pesca de la cámara. Posteriormente fue elegido diputado al Parlamento Europeo, también en las listas de Alianza Popular, en las primeras elecciones europeas en España, celebradas en 1987 y renovó el mandato dos años después. De 1987 a 1992 fue miembro de la comisión de Agricultura, Pesca y Desarrollo Rural del Parlamento Europeo.